# Ray Walston
Ray Walston (New Orleans, 2 de novembro de 1914 - Beverly Hills, 1 de janeiro de 2001) foi um ator de TV e cinema estadunidense.
Conhecido pelo personagem-título da comédia My Favorite Martian, obteve o Emmy Awards duas vezes consecutivas de melhor ator coadjuvante por seu trabalho na série Picket Fences.
Ray morreu no dia 1 de janeiro de 2001 aos 86 anos de idade de lúpus ,ele foi cremado e suas cinzas foram dadas a sua filha.